# マートリカー
マートリカー（Matrikas、サンスクリット: मातृका、IAST: mātṝkās、lit. 母神）は、ヒンドゥー教で常に一緒に描かれている女神の集団。マートリカーは多くの場合、サプタ・マートリカー（Saptamatrika、7人の母）という7体の集団で描かれる。